# Alexander Löw
Alexander Löw (* 3. Mai 1975 in Königstein; † 2. Juli 2017) war ein deutscher Geograph und Hochschullehrer.

## Leben
Alexander Löw studierte an der Ludwig-Maximilians-Universität München Geographie. Er promovierte dort von 2001 bis 2004 und war Wissenschaftlicher Mitarbeiter beim Department für Geographie, ehe er 2007 als Visiting Scientist zum Goddard Space Flight Center ging. Löw habilitierte 2009 in Physischer Geographie und wurde Forschungsgruppenleiter für Terrestrische Fernerkundung am Max-Planck-Institut für Meteorologie in Hamburg. Dort baute er die Forschungsgruppe Globalskalige Fernerkundung und bodennahes Landklima auf. Seit 2015 hatte er eine Professur für Physische Geographie mit dem Schwerpunkt Mikrowellenfernerkundung an der LMU inne.
Löw verstarb bei einem Verkehrsunfall. Er war verheiratet und hatte zwei Kinder.